# ارتش هند بریتانیا
ارتش هند بریتانیا (انگلیسی: British Indian Army) ارتش اصلی در راج بریتانیا قبل از از رده خارج شدن آن در سال ۱۹۴۷ بود.